# Tipula (Eumicrotipula) juventa
Tipula (Eumicrotipula) juventa is een tweevleugelige uit de familie langpootmuggen (Tipulidae). De soort komt voor in het Neotropisch gebied.